# Condado de Walworth (Dakota do Sul)
O Condado de Walworth é um dos 66 condados do Estado americano da Dakota do Sul. A sede do condado é Selby, e sua maior cidade é Selby. O condado possui uma área de 1 928 km² (dos quais 94 km² estão cobertos por água), uma população de 5 974 habitantes, e uma densidade populacional de 3 hab/km² (segundo o censo nacional de 2000).